# Andrea Hansen
Andrea Ulrikka Aagot Hansen (* 22. Mai 2000 in Frederiksberg, Dänemark) ist eine dänische Handballspielerin, die beim dänischen Erstligisten Odense Håndbold spielt.

## Karriere

### Im Verein
Hansen begann das Handballspielen bei Frederiksberg IF (kurz FIF). Aufgrund einer Kooperation von FIF und København Håndbold im Mädchenbereich trainierte die Außenspielerin später zusätzlich bei der Erstligamannschaft von København Håndbold mit. Am 21. Oktober 2017 gab die damalige Jugendspielerin ihr Debüt für København Håndbold im EHF-Pokalspiel gegen den französischen Verein Cercle Dijon Bourgogne. Ab Januar 2018 stand Hansen fest bei København Håndbold unter Vertrag. In der Meisterschaftssaison 2017/18 bestritt Hansen zwei Erstligaspiele, in denen sie vier Treffer erzielte. Am 2. November 2021 absolvierte sie ihr 100. Pflichtspiel für København Håndbold. Im Sommer 2023 schloss sie sich dem Ligakonkurrenten Odense Håndbold an. Mit Odense Håndbold gewann sie 2025 die dänische Meisterschaft.

### In Auswahlmannschaften
Hansen bestritt insgesamt 30 Länderspiele für die dänische Jugendnationalmannschaft, in denen sie 81 Treffer erzielte. Mit der dänischen Jugendauswahl nahm sie an der U-17-Europameisterschaft 2017 und an der U-18-Weltmeisterschaft 2018 teil. Anschließend lief Hansen 16-mal für die dänische Juniorinnennationalmannschaft auf, für die sie 62 Tore warf. Mit dieser Auswahlmannschaft nahm sie an der U-19-Europameisterschaft 2019 teil, die Dänemark auf dem sechsten Platz abschloss. Sie gab am 1. Oktober 2020 ihr Länderspieldebüt für die dänische A-Nationalmannschaft. Ihre erste Turnierteilnahme mit dem dänischen Aufgebot war bei der Europameisterschaft 2020, bei der sie im kleinen Finale mit 19:25 gegen Kroatien unterlag. Zwei Jahre später wurde Hansen vom Nationaltrainer Jesper Jensen für die Europameisterschaft 2022 nachnominiert, nachdem sich Cecilie Brandt kurz vor dem Turnierbeginn verletzt hatte. Dort unterlag sie mit Dänemark das Finale gegen Norwegen. Hansen erzielte im gesamten Turnier fünf Treffer. Im Jahr 2024 gewann sie eine weitere Silbermedaille bei der Europameisterschaft.